# Communauté de communes Rahin et Chérimont
Pour les articles homonymes, voir Chérimont.
La communauté de communes Rahin et Chérimont (CCRC) est une communauté de communes française située dans le département de la Haute-Saône, en Franche-Comté, dans la région administrative Bourgogne-Franche-Comté.

## Historique
La communauté de communes a été créée par un arrêté préfectoral du 20 décembre 2002. 
En 2010, elle installe son siège dans l'ancienne maison du directeur de la filature de Ronchamp. La restauration complète de cette usine entre 2015 et 2017 pour en faire un centre destiné au sport, à la culture et à l'artisanat constitue le plus important chantier mené par la collectivité avec un coût de 5,6 millions d'euros (subventionné à 52 %),.
La commune d'Errevet, jusqu'alors isolée, intègre l'intercommunalité le 1er janvier 2014, qui regroupe alors 10 communes.
La loi portant nouvelle organisation territoriale de la République (loi NOTRe) du 7 août 2015 prévoit que les établissements publics de coopération intercommunale (EPCI) à fiscalité propre doivent avoir un minimum de 15 000 habitants,  sauf si la plupart des communes qui la constitue sont situées en zone de montagne et pour lesquelles le seuil est abaissé à 5 000 habitants. Rahin et Chérimont, dont seules 3 communes, regroupant à elles seules 5 942 habitants, sont classées « zone de montagne », n'est alors pas concerné par cette dérogation, et a donc vocation à fusionner avec d'autres structures intercommunales.
Le préfet de la Haute-Saône a toutefois présenté en octobre 2015 un projet de révision du schéma départemental de coopération intercommunale (SDCI), proposant que Belverne et Échavanne quittent Rahin et Chérimont pour intégrer la communauté de communes du Pays d'Héricourt, et Clairegoutte et Frédéric-Fontaine devant rejoindre la communauté de communes du pays de Lure, permettant ainsi à la communauté de communes de bénéficier du seuil des intercommunalités situées en zone de montagne,
,
,
.
Le SDCI définitif, approuvé par le préfet le 30 mars 2016, confirme, sous réserve du classement effectif de Champagney et Clairegoutte en zone de montagne, le départ de :
- Clairegoutte et Frédéric-Fontaine, devant rejoindre la communauté de communes du pays de Lure ;
- d'Échavanne, rejoignant celle du Pays d'Héricourt ;

Rahin et Chérimont voyant son territoire ainsi réduit à Champagney, Échavanne, Errevet, Frahier-et-Chatebier, Frédéric-Fontaine, Plancher-Bas, Plancher-les-Mines et Ronchamp.
Champagney et Clairegoutte sont classées « commune de montagne » en juillet 2016,.
Le 1er janvier 2017, Belverne rejoint la communauté de communes du pays d'Héricourt.
Le site du Massif vosgien, inscrit au titre de la loi du 2 mai 1930, regroupe 14 Schéma de cohérence territoriale (SCOT) qui ont tout ou partie de leur territoire sur le périmètre du massif des Vosges.

## Toponymie
Le nom de cette collectivité évoque les deux principaux éléments géographiques qui la constitue : la vallée du Rahin au nord et le massif du Chérimont au sud.

## Territoire communautaire

### Géographie
Les différentes communes composant cette communauté sont situées dans la vallée du Rahin et aux alentours. Cette vallée est située dans l'est du département de la Haute-Saône et la région française de Bourgogne-Franche-Comté.
Topographie et paysages

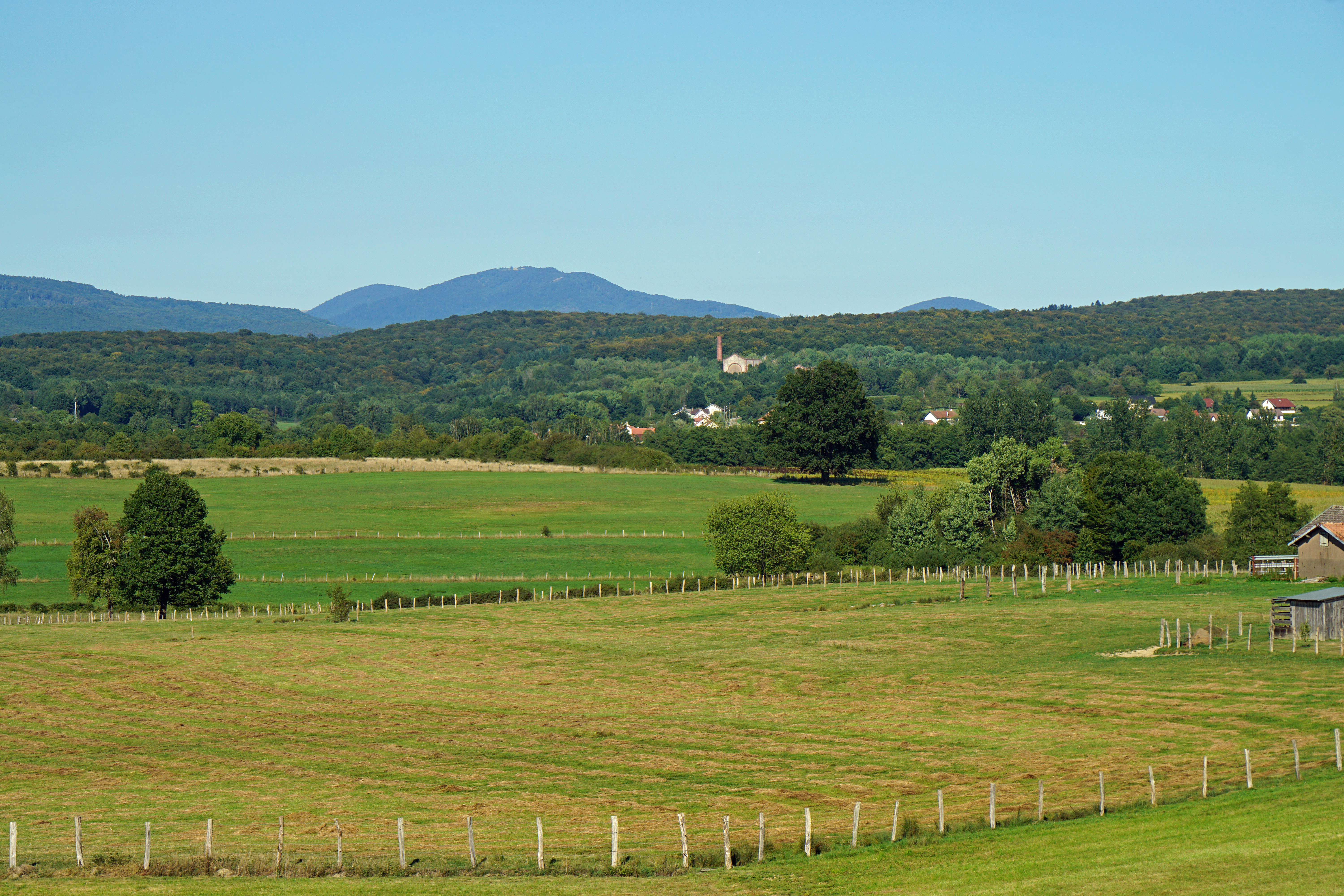
Le massif du Chérimont en vert, sous la ligne bleue des Vosges saônoises.

Le territoire est situé dans une vallée intercalée entre le Chérimont et les Vosges du sud qui forment un ensemble de collines et de montagnes boisées. Les principaux sommets qui détachent du paysage sont la Planche des Belles Filles (1 148 mètres), le ballon Saint-Antoine (1 128 mètres), le Roc du Plainet (807 mètres) et la colline de Bourlémont (474 mètres) au nord ainsi que la Blanche Pierre (ou balcon d'Éboulet, 464 mètres) au sud.
Hydrologie
La vallée est traversée par le Rahin, qui prend sa source non loin du col du Stalon, entre le ballon de Servance et le ballon d'Alsace. Il existe également deux ruisseaux de taille secondaire : le Rhien et le Beuveroux. Le canal de la Haute-Saône est une construction inachevée.
Loisirs, patrimoine et tourisme
- Randonnées pédestres ;
- Planche des Belles Filles (sports d'hiver, cyclisme) ;
- bases nautiques : le bassin de Champagney et les ballastières ;
- musées : Maison de la Négritude et musée de la mine Marcel-Maulini ;
- principaux monuments : chapelle Notre-Dame-du-Haut (classée au patrimoine mondial de l'UNESCO) et chevalement du puits Sainte-Marie.

Transports

Les principaux sites touristiques et culturels de l'intercommunalité.

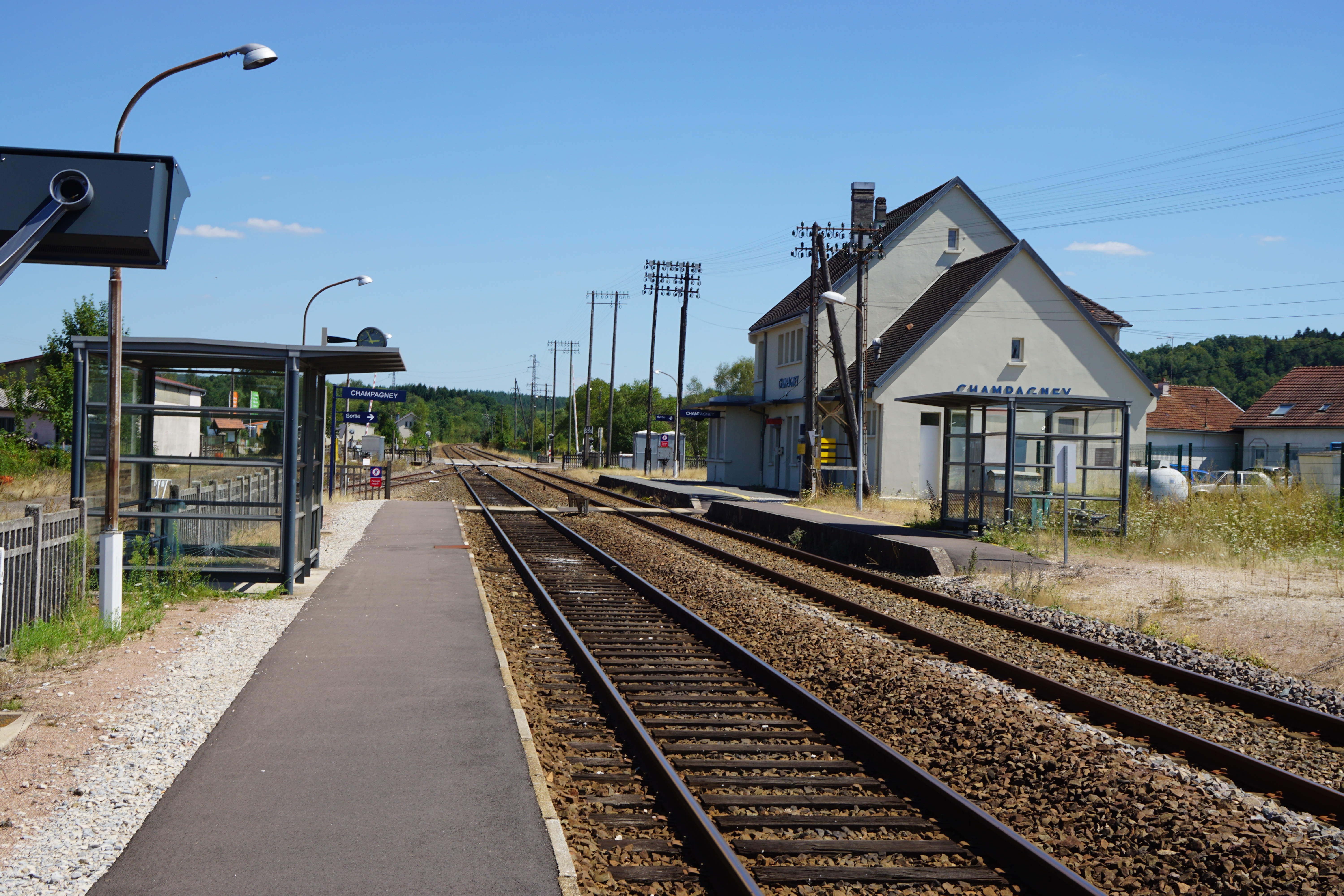
La gare de Champagney en 2015.

Le principal transport en commun est l'autobus, la communauté de communes est desservie par les lignes saônoises 10, 12 et 15. 
Les gares de Ronchamp et de Champagney, sur la ligne de Paris-Est à Mulhouse-Ville sont desservies par le réseau TER Franche-Comté qui effectuent des missions entre les gares de Vesoul et de Belfort ou de Montbéliard
Les principaux axes routiers sont la route européenne 54 et les départementales 619, 4 et 16.

### Composition
La communauté de communes est composée des 9 communes suivantes :

| Nom                  | Code Insee | Gentilé        | Superficie (km2) | Population (dernière pop. légale) | Densité (hab./km2) |
| -------------------- | ---------- | -------------- | ---------------- | --------------------------------- | ------------------ |
| Ronchamp (siège)     | 70451      | Ronchampois    | 23,54            | 2 745 (2022)                      | 117                |
| Champagney           | 70120      |                | 36,71            | 3 674 (2022)                      | 100                |
| Clairegoutte         | 70157      | Clairegouttois | 10,48            | 348 (2022)                        | 33                 |
| Échavanne            | 70205      | Échavannais    | 3,21             | 200 (2022)                        | 62                 |
| Errevet              | 70215      | Errevetois     | 3,28             | 258 (2022)                        | 79                 |
| Frahier-et-Chatebier | 70248      | Frahioulots    | 17,39            | 1 377 (2022)                      | 79                 |
| Frédéric-Fontaine    | 70254      |                | 3,48             | 273 (2022)                        | 78                 |
| Plancher-Bas         | 70413      | Plancherots    | 29,12            | 1 855 (2022)                      | 64                 |
| Plancher-les-Mines   | 70414      | Mainous        | 25,59            | 897 (2022)                        | 35                 |

### Démographie
| 1968   | 1975   | 1982   | 1990   | 1999   | 2008   | 2013   |
| ------ | ------ | ------ | ------ | ------ | ------ | ------ |
| 10 369 | 10 595 | 11 346 | 11 333 | 11 193 | 11 917 | 12 248 |

## Organisation

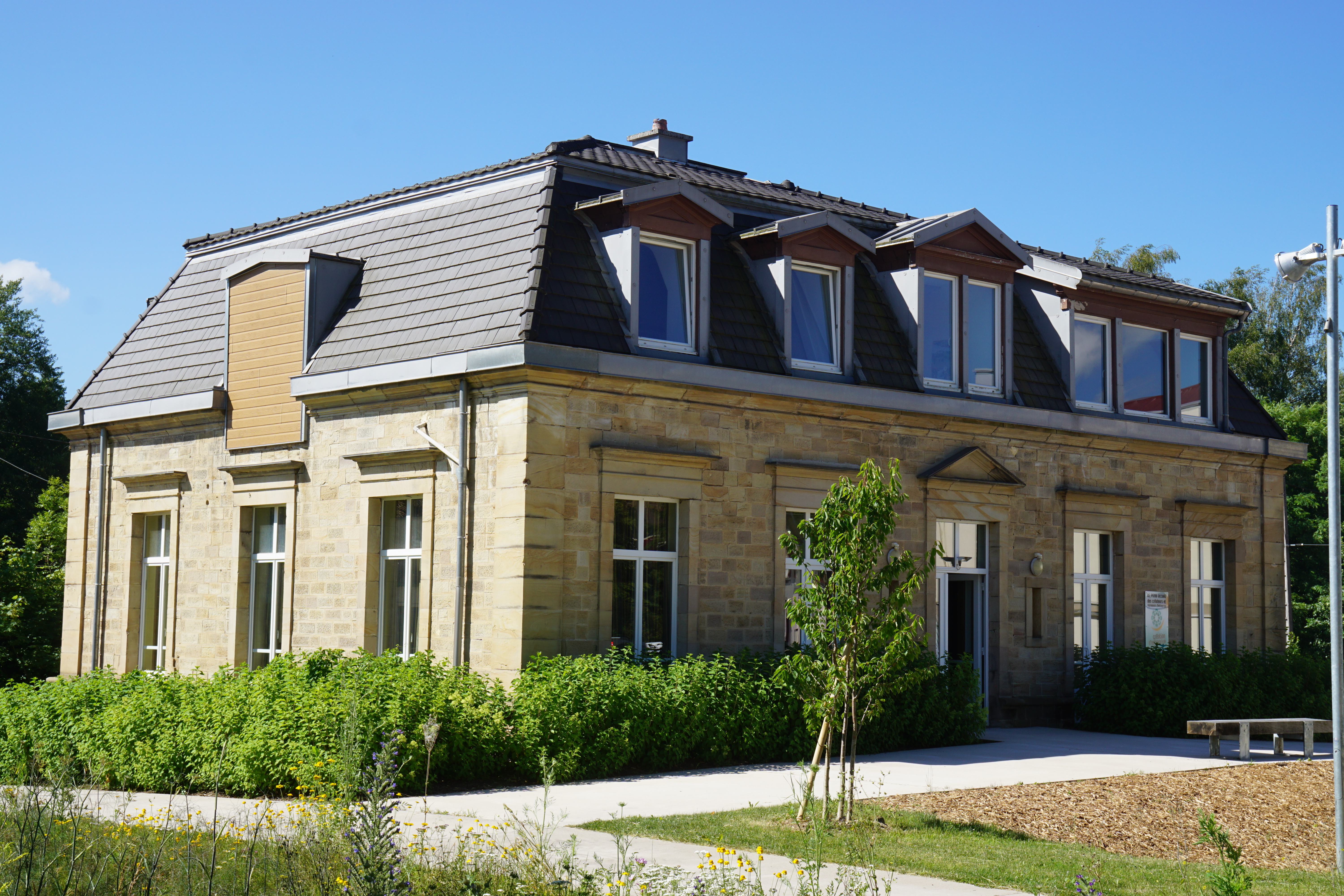
Le siège de la CCRC.

### Siège
Le siège de l'intercommunalité est installé dans la filature de Ronchamp, 20 rue Paul Strauss.

### Élus
La communauté de communes est administrée par un conseil communautaire constitué, pour la mandature 2014-2020, de 31 délégués représentant chacune des 10 communes membres, répartis sensiblement en fonction de l'importance de leur population, soit :
- 8 délégués pour Champagney ;
- 7 délégués pour Ronchamp ;
- 4 délégués pour Plancher-bas ;
- 3 délégués pour Frahier-et-Chatebier et Plancher-les-Mines ;
- 2 délégués pour Clairegoutte ;
- 1 délégué pour Échavanne, Errevet et Frédéric-Fontaine[18].

Le conseil communautaire du 17 avril 2014 a réélu son président, René Grosjean, maire de Frahier-et-Chatebier, ainsi que ses 6 vice-présidents, qui sont : 
1. Mireille Lab, élue de Ronchamp, conseillère départementale de Lure-1, chargée des  services aux personnes, de la jeunesse et des équipements et évènements culturel ;
2. Marie-Claire Faivre, maire de Champagney , conseillère départementale de Héricourt-1, chargée de l’environnement et du développement durable ;
3. Didier Viltet, élu de Plancher-Bas, chargé de la communication, des nouvelles technologies, du système d’information géographique et du déploiement du très haut débit ;
4. Fabien Reuter, maire d'Échavanne, chargé des équipements et évènements sportifs et de la gestion des sentiers ;
5. Michel Galmiche, maire de Plancher-les-Mines, chargé de l'économie et du tourisme ;
6. Jean Marconot, maire d'Errevet, chargé du  programme local de l’habitat (PLH), du bois énergie, du SPANC et des Gens du voyage.

En juin 2014, le conseil communautaire a modifié la composition du bureau, constitué pour la fin du mandat 2014-2014, de deux vice-présidents supplémentaires : 

7. Benoît Cornu, élu de Ronchamp, chargé du tourisme ; 

8. Vincent Schiessel, maire de Frédéric-Fontaine, chargé du logement et du SPANC
ainsi que d'un conseiller communautaire délégué : François Dupont (Belverne) et d'un autre membre, Gilles Grosjean (Clairegoutte). Ils ont des suppléants,.

### Liste des présidents
| Période                                  | Période                    | Identité      | Étiquette | Qualité                                                                              |
| ---------------------------------------- | -------------------------- | ------------- | --------- | ------------------------------------------------------------------------------------ |
| Les données manquantes sont à compléter. |                            |               |           |                                                                                      |
| décembre 2002                            | juin 2020                  | René Grosjean | DVG-PS    | Maire de Frahier-et-Chatebier (2001 → 2020)                                          |
| juin 2020                                | En cours (au 28 juin 2021) | Benoît Cornu  | DVG       | Instituteur Maire de Ronchamp (2020 → ) Conseiller départemental de Lure-1 (2021 → ) |

### Compétences
L'intercommunalité exerce les compétences qui lui ont été transférées par les communes membres, dans les conditions déterminées par le code général des collectivités territoriales. Il s'agit de :

#### Compétences obligatoires
- L'aménagement de l’espace ;
- Le développement économique.

#### Compétences optionnelles
- La politique du logement ;
- La voirie ;
- La protection et mise en valeur de l’environnement ;
- Les équipements culturels et sportifs et les équipements de l’enseignement préélémentaire et élémentaire ;
- L'action sociale ;
- Le tourisme.

#### Compétences facultatives
- Adhésion au Pays des Vosges Saônoises ;
- Maintien et développement des services et animations à destination des familles et des jeunes ;
- Les technologies de l’information et de la communication ;
- Appui aux communes membres dans le montage de dossiers administratifs et techniques ;
- Le patrimoine ;
- La communication ;
- L'espace-projet.

### Régime fiscal et budget
La Communauté de communes est un établissement public de coopération intercommunale à fiscalité propre.
Afin de financer l'exercice de ses compétences, l'intercommunalité perçoit la fiscalité professionnelle unique (FPU) – qui a succédé à la taxe professionnelle unique (TPU) – et assure une péréquation de ressources entre les communes résidentielles et celles dotées de zones d'activité.
Elle perçoit également une bonification de la dotation globale de fonctionnement et collecte la redevance d'enlèvement des ordures ménagères (REOM), qui finance le fonctionnement de ce service.

## Projets et réalisations

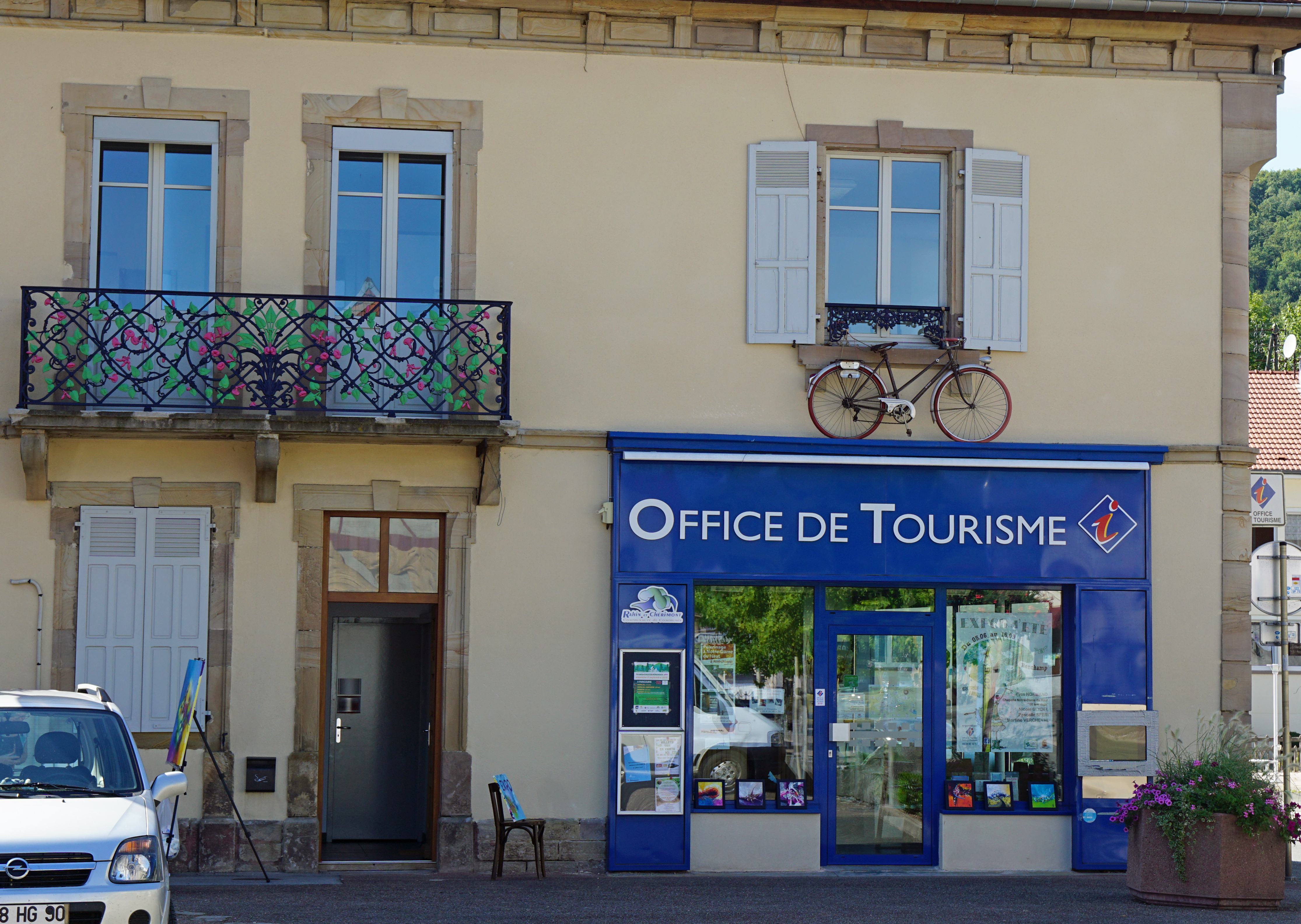
L'office de tourisme.

Les compétences énoncées ci-dessus lui permettent de générer des activités dont les résultats sont aujourd’hui clairement identifiés :
- La gestion du service des Ordures Ménagères sous forme de redevance basée sur la composition des foyers ;
- Le fonctionnement financier du Point Emploi Formation intercommunal rattaché à la Mission Locale Lure-Luxeuil-les-Bains ;
- La participation et le soutien au festival des Musicales de Clairegoutte et du Rahin et Chérimont, depuis 2004 ;
- L'organisation de spectacles Côté Cour à destination des scolaires, ainsi que les transports de ceux-ci ;
- La gestion des espaces publics numériques (EPN) décentrés sur Plancher-Bas, Champagney et Ronchamp, en proposant des ateliers de bureautique (débutants et perfectionnement), de photo numérique, de création de site Internet ;
- Dans le cadre du maintien des activités industrielles et du développement global de l’emploi, la création d’une zone d’activités intercommunale de type Pôle de Développement Economique ;
- Le soutien à l’office de tourisme intercommunal de Ronchamp et la mise en œuvre les projets touristiques comme le cinquantième anniversaire de la chapelle Notre-Dame-du-Haut en 2005 ;
- La mise en place du Passeport Découverte pour une offre commune des sites touristiques de la Chapelle Notre-Dame-du-Haut de Ronchamp, du Musée de la mine Marcel-Maulini de Ronchamp et de la Maison de la Négritude et des Droits de l’Homme de Champagney ;
- La réalisation d'une étude sur la signalétique routière et touristique ;
- L’intervention lors de l’accueil d’une classe d’étudiants du Lycée Agricole de Valdoie sur la thématique du paysage ;
- La participation logistique à l’organisation de chantiers internationaux de jeunes pour la restauration du cimetière de Clairegoutte.